# Ridderveld

Ridderveld is de naam van een wijk die gebouwd is in de jaren 1970/1980 in het noorden van Alphen aan den Rijn. De wijk bestrijkt een gebied van 437 hectare.
Om de wijk te bouwen was zand nodig. Vanaf 1964 is men hiervoor zand gaan winnen aan het Aarkanaal. Hierdoor is de Zegerplas ontstaan.
In 2017 woonden er ruim 13.000 mensen in deze wijk, waarvan 48% mannen en 52% vrouwen. 
De wijk Ridderveld bestaat uit de volgende buurten:
- Burgenbuurt
- Componistenbuurt
- Horstenbuurt
- Planetenbuurt
- Ridderbuurt
- Oude Ambachten
- Schepenbuurt
- Stromenbuurt
- Groenoord
- Feministenbuurt
- De Herenhof
- Edelstenenbuurt
- Ericapark
- Steinenbuurt
- Paddestoelenbuurt

In de wijk liggen winkelcentra De Ridderhof en De Herenhof 